# Onorato Rey di Villarey

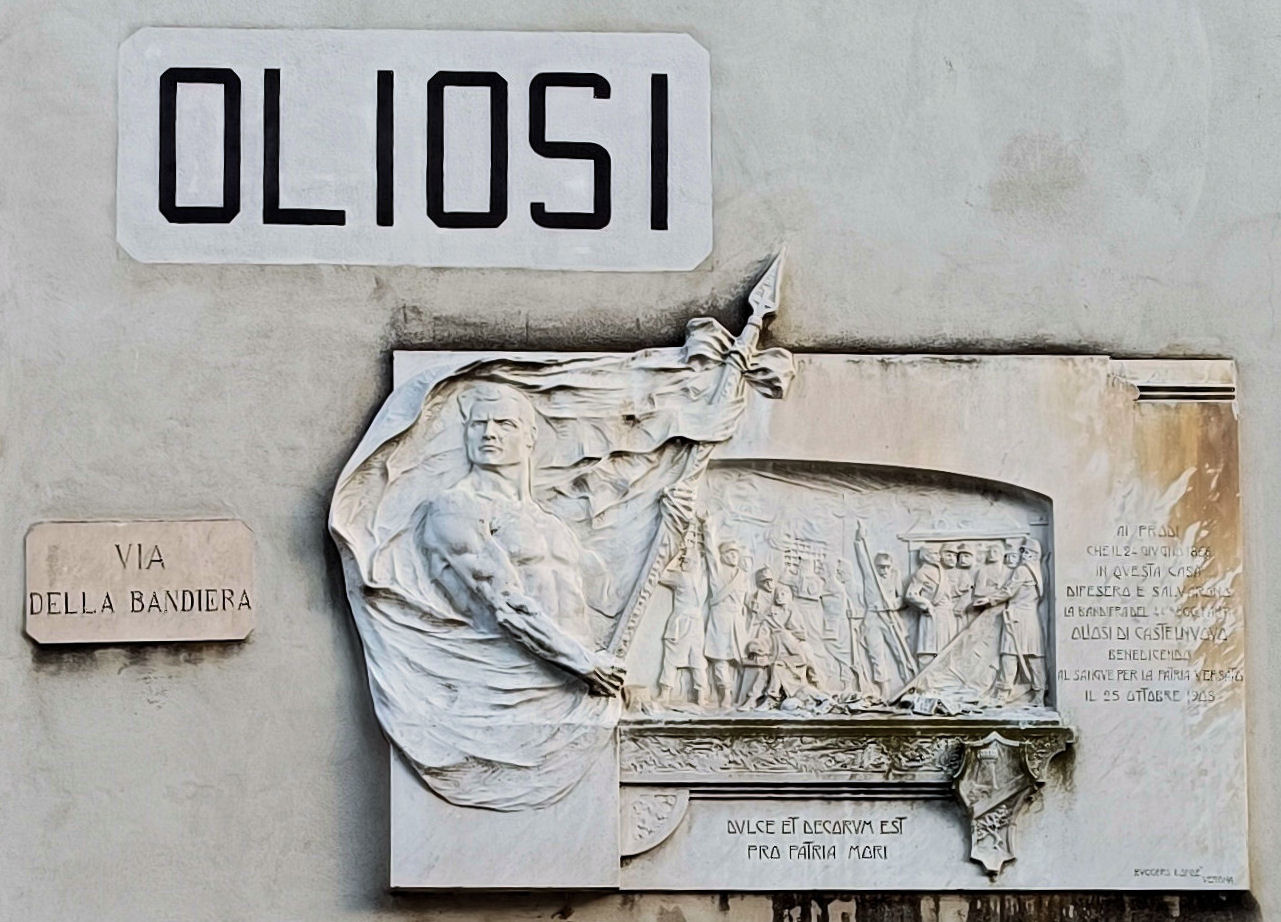
Oliosi, lapide risorgimentale.

Onorato Alberto Vittorio Ladislao Rey di Villarey (Mentone, 22 ottobre 1816 – Oliosi, 24 giugno 1866) è stato un generale italiano, che combatté durante la Prima, Seconda e Terza guerra d'indipendenza. Si distinse particolarmente nella seconda, dove fu insignito della Croce di Cavaliere dell'Ordine militare di Savoia e di quella della Legion d'onore, e nella terza, durante la quale fu decorato con la Medaglia d'oro al valor militare alla memoria.

## Biografia e discendenza
Nacque a Mentone, all'epoca nel Principato di Monaco, il 2 ottobre 1816, figlio del Cavaliere Carlo Antonio e della Nobildonna Teresa Emery.
Il 28 marzo 1828, all'età di dodici anni, si arruolò come cadetto nei Carabinieri monegaschi, ma il 1 giugno 1833 si trasferì a Genova dove entrò come allievo nel Collegio della Regia Marina sabauda, da dove uscì con il grado di sottotenente il 21 agosto 1837, assegnato al Battaglione Real Navi. Rientrato a Mentone un anno dopo per questioni familiari, con il grado di Aiutante maggiore ritornò a far parte del Corpo dei Carabinieri monegaschi, con nomina a partire dal 29 dicembre 1839. A partire dal 23 aprile 1842, con il grado di capitano, fu chiamato a prestare servizio nel 1º Reggimento di fanteria della Brigata "Savoia".
Con lo scoppio della prima guerra d'indipendenza italiana, a partire dal 22 marzo 1848 si distinse nei combattimenti di Monzambano e Borghetto (9 aprile), Sandrà e Pastrengo (29 e 30 aprile), di Sommacampagna e Volta (dal 23 al 27 luglio). Prese parte anche alla campagna del 1849 che terminò con la sconfitta di Novara. Promosso maggiore il 18 novembre 1852 fu trasferito al 2º Reggimento della Brigata "Savoia", e il 27 settembre 1857 ricevette la Croce di Cavaliere dell'Ordine dei Santi Maurizio e Lazzaro.
Nel corso della seconda guerra d'indipendenza prese parte allo scontro di Madonna della Scoperta e per il comportamento tenuto sul campo di battaglia venne premiato con la Croce di Cavaliere dell'Ordine militare di Savoia. Promosso tenente colonnello il 26 settembre 1859, assunse il comando del 20º Reggimento della neocostituita Brigata "Brescia" e il 2 gennaio 1860 ricevette la Croce di Cavaliere della Legion d'onore.
Inquadrato nel 20º Reggimento di fanteria, partecipò col grado di colonnello, ricevuto il 17 novembre 1860, alla campagna di conquista delle legazioni pontificie di Marche e Umbria. Promosso al rango di maggior generale il 26 dicembre 1861, venne posto a comando della Brigata "Re" e poi della zona militare di Gaeta quando la sua brigata fu trasferita di stanza a Genova, e successivamente a Novara. Alla fine del 1864 fu posto in posizione quadro a disposizione del Ministero della Guerra.

### La battaglia di Custoza
Nel corso della terza guerra d'indipendenza riassunse il comando della Brigata "Re", e venne impiegato nell'offensiva contro le forze austriache in Veneto. Una volta passato il Mincio, il generale venne mandato con le sue truppe in avanscoperta lungo la strada Valeggio-Castelnuovo. Appostatosi nei pressi di Monte Vento in attesa del resto della divisione, si mosse rapidamente verso Oliosi, dove l'avanguardia della 5ª Divisione minacciava di essere accerchiata dagli Austriaci. Alla testa dei suoi soldati e del 18º bersaglieri, raggiunse la località di Mongabia dove ingaggiò un violento scontro a fuoco con la brigata austriaca "Benko". Lanciatosi in prima linea durante l'assalto al saliente di Monte Cricco (o Cricol) venne ferito a morte.
Lasciò il figlio Stanislas che sposò Olga dei conti Evreinof di San Pietroburgo. La famiglia si è estinta con il bisnipote Giancarlo (senza discendenza) e la sorella Maria Ludovica, sposata nel 1950 a Federico Gamna.
Il Comune di Castelnuovo del Garda ha realizzato un'esposizione documentaria a lui dedicata. Intitolata "il formidabile capitano" racconta le vicende locali durante le tre guerre di Indipendenza ed è ospitata nella sede delle ex scuole elementari della frazione di Oliosi.

### Periodici
- H. Nelson Gay, Difficoltà, glorie ed errori della campagna del 1848, in Nuova Antologia di Lettere, Scienze e Arti, CLXXIX, Roma, Direzione della Nuova Antologia, settembre-ottobre 1915.